# Мороз (міфічний персонаж)
Моро́з — персонаж фольклору та обрядовості слов'ян, уособлення зими та морозу, що насилає холод.

## Образ і заняття
Мороз присутній у культурі всіх слов'ян, але має відмінності, залежно від регіону. Часто порівнюється з ковалем, що «сковує» воду кригою. Може описуватися як дідок невеликого зросту, з довгою білою бородою, що бігає по полю та стуком викликає тріскучі морози. При цьому Мороз дуже сильний, ударом може розбити колоду в зрубному будинку.
В українців Мороз міг поставати як у подобі діда, так і сивого вола. В піснях-замовляннях Мороз танцює зі Смертю, а потім удвох вони сидять «у темній норі, за водами у коморі». Існує народний переказ про сварку Мороза зі святим Онуфрієм; святий рубонув Мороза по голові сокирою і той пролежав аж до Спаса. Цим пояснювалося чому після свята Онуфрія й до Спаса не буває заморозків. Крім низької температури Мороз міг уособлювати моральну смерть, ганьбу.
З Морозом тісно пов'язаний різдвяний обряд закликання: Мороза кликали до хати, пропонуючи йому кисіль і кутю; Мороз не з'являвся й тоді йому наказували так само не з'являтися на полі, не шкодити злакам. Наприклад, в українців на Святий вечір, кликали: Діду Морозе, Діду Морозе, — йди до нас куті їсти, а коли не йдеш, то не йди на жито, пшеницю і всяку пашницю!. Відомо про місцеві обради закликання Мороза й на Великдень.
В російських казках Мороз (також Трєскун, Студєнєц) може жити в крижаній хатинці та забезпечує подарунками героя, що зумів до нього дістатися. Казковий Мороз крім того носить Сонце та Вітер і погрожує заморозити мужика, котрого зустрічає на шляху. Жінка посилає до нього добру прийомну та злу рідну дочку: першу Мороз винагороджує, другу вбиває. В іншій казці Морозко стрибає по гілках і зустрічає п'ятьох дівчат, яких лякає холодом і болем.
Одна з діалектних назв Мороза в деяких білоруських і західноросійських говорах — Зюзя. Е. Е. Левкиевская вважає, що Зюзя, як самостійний персонаж, є винаходом кабінетної міфології, невідомим давнім язичникам.
Російські фольклористи XIX ст., такі як Володимир Одоєвський і Олександр Афанасьєв, обробляли народні казки про Мороза, надаючи їм більш дидактичного спрямування, прибирали з сюжету такі його риси, як надмірна жорстокість і вбивство тих, хто провалює його завдання.
Під впливом західноєвропейської культури в міському середовищі Мороз став асоціюватися з Різдвяним дідом. На зображеннях XIX ст. його одяг бував червоний (боярська шуба) або білий (селянський тулуп).
Ідея про те, що Мороз був злим слов'янським язичницьким божеством або «духом ялинки» поширилася в 1920-1930-ті роки в ході радянської антирелігійної кампанії з метою дискредитувати обряд прикрашання різдвяної ялинки. Проте з 1935 року образ Мороза став використовуватися й популяризуватися як частина нової ритуальності, призначеної сприяти почуттю єдності народу. Отримавши ім'я Дід Мороз, цей персонаж став ключовою фігурою театралізованих святкувань Нового року. В СРСР Дід Мороз став описуватися як персонаж, який приносить на Новий рік подарунки тим дітям, які гарно поводилися.

## Мороз у обрядовості

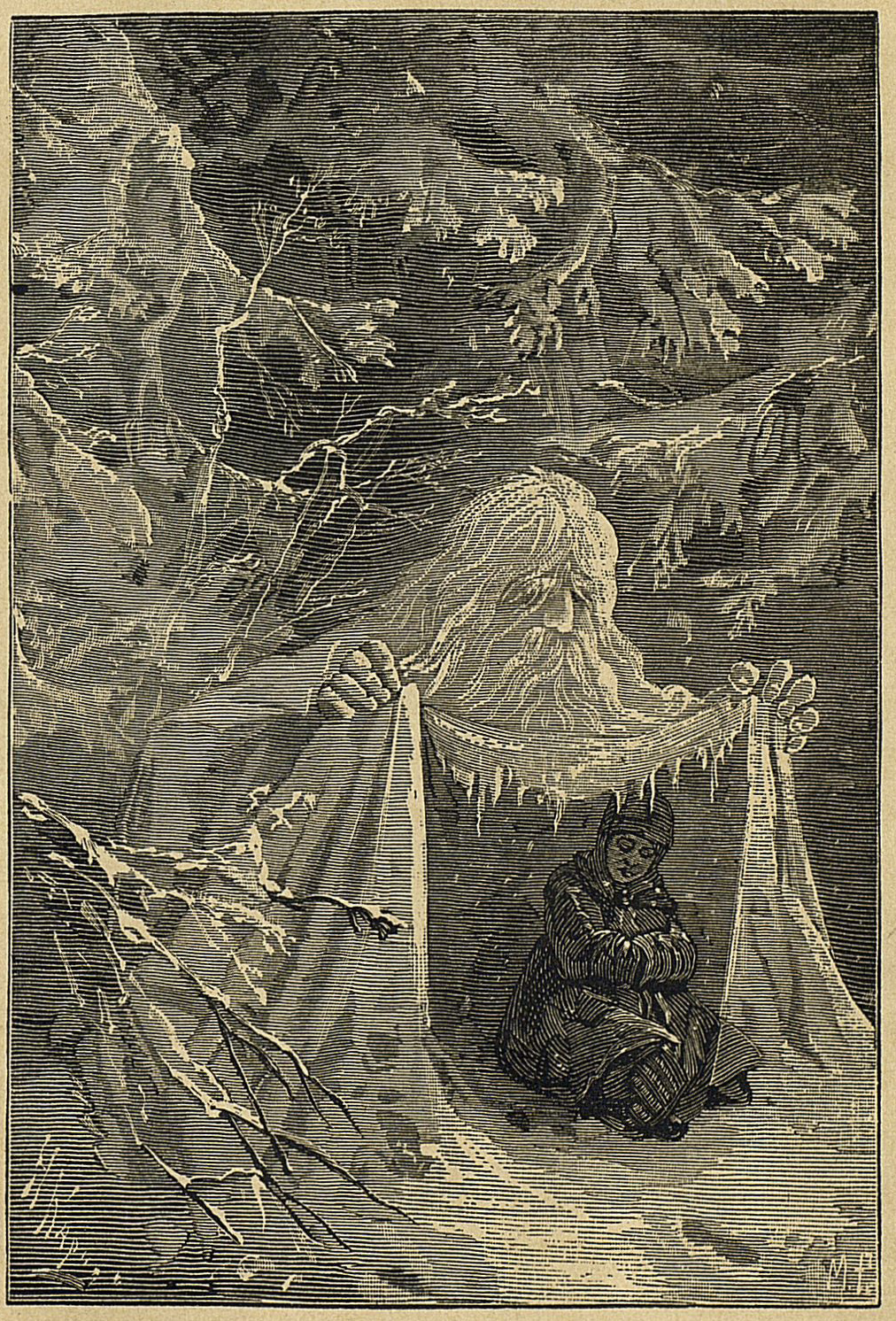
Ілюстрація Миколи Каразіна до казки «Морозко», 1889 рік

### Україна
Мороз в українській демонології малювався як крижано-снігова потвора, яка могла завдати шкоди людям і їхній худобі та всьому господарству.
Павло Чубинський, описуючи звичаї святвечора в Заславському повіті, відзначає, що господар з ложкою куті підходив до вікна або виходив у подвір'я і говорив:
«Морозе, морозе, ходи до нас куті їсти, а коли не йдеш, то не йди і на жито, пшеницю і всяку пашницю». Таке ж запрошення робили під час вечері напередодні Хрещення у Полтавській губернії: старший у родині, відчинивши вікно, підносив до нього миску з кутею і говорив: «Морозе, морозе, йди до нас кутю їсти!» Повторивши цей заклик тричі і почекавши трохи, продовжував: «Не йдеш? Не йди ж ні на жито, ні на пшеницю, ні на всяку пашницю!».
У селі Збраньки старі люди гукали в комин: «Мороз, Мороз! Ходи куті єсті!». На Чернігівщині діти проганяли Мороза підручними предметами за ворота.
Олекса Воропай зафіксував, що господар в Україні напередодні Різдва набирав у чисту миску по ложці всіх свят-вечірніх страв, зверху ставив кухоль з медом та склянку з водою, клав калач, кілька горіхів і яблуко.
«Все це він тримає лівою рукою, а праву озброїв бичем від ціпа; потім без шапки виходить за поріг і стає під дверима». Господиня замикала за ним двері на засув, гасила світло і наказувала дітям сидіти тихо. Діти вірили, що батькові загрожувала небезпека, оскільки він стояв віч-на-віч із стихійними силами природи. "До нього міг з'явитися гість в образі крижано-снігової потвори, що тиняється в цю ніч по далеких степах, великих лісах та страшних нетрях у супроводі цілої зграї вовків. Господар, викручувався «за сонцем», тричі гукав: «Морозе, Морозе, йди до нас кутю їсти!» Потім примовляв: «Як не йдеш, то не йди і на жито-пшеницю, усяку пашницю. Іди краще на моря, на ліси та на круті гори, а нам шкоди не роби!» Після цього він запрошував сірого вовка, чорні бурі та злі вітри і так само закінчував словами: «А коли тепер не прийдете на дари Божі, на страви ситі, на горілки палені, на все велике добро, на яке ми вас просимо, то не приходьте до нас і вліті та не робить нам шкоди на ярині і на житі!» Після запросин батько сімейства повертався до хати і, не оглядаючись, щільно зачиняв за собою двері. До кінця вечері ніхто не повинен був виходити з хати.
Гуцули замість «морозу» запрошували на вечерю звірів, планетників, чаклунів, градову хмару, лиху годину тощо. Сцена заклинання відтворена у фільмі режисера Сергія Параджанова «Тіні забутих предків».

### Білорусь

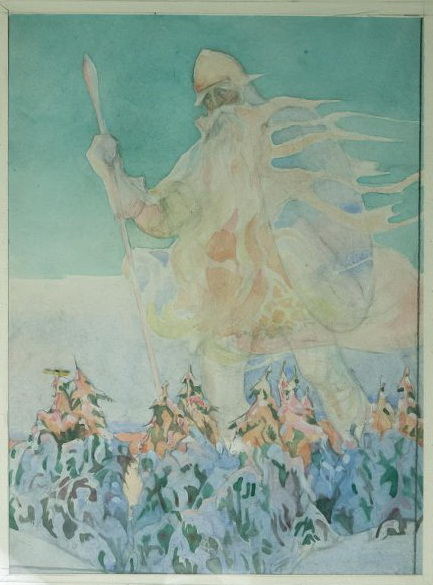
«Мороз-воєвода», акварель Олександра Попова, 1916 рік

Під Новий рік білоруси варили кутю для Зюзі: «Зюзя на дворі — кутя на столі», біл. Мароз, хадзі куццю есці!
У Мозирському Поліссі «на коляду» (Різдво), коли подавали на стіл кутю, господар, «ззачарпнуўшы першую лыжку пастукаўшы кулаком у сцену, скажа: „Мароз, мароз, хадзи куццю есці! Штоб ты не марозіў ячменю, пшаніцы, гароху, сачавіцы, проса і грэчкі і ўсяго, што мне Бог судзіць пасеяць“».
Найтиповішою формою такого «годування морозу» в Білорусі було викладання куті за вікно. У Ковельській губернії перш, ніж взятися за їжу, «господар бере ложку куті і годує нею мороз: „Мороз, мороз! ходзи куцыо есьць. Ня морозь моих коровык, овечык, свинык, гульбички“», — і з цими словами виливає ложку за вікно. Потім господиня бере іншу ложку з кутею і виливає її на стіл із словами «штобы курычки були кладки». У Вітебській губернії на коляду перш за все їдять кутю на згадування і вшановуванні померлих. Як тільки з'їдять декілька ложок куті, господар кличе «мороз», для якого кладе ложку куті на вікно: «Мороз, мороз! поди к нам кутью есть, зимой приходи, а летом не ходзи, под гнилой колодой лежи, нашего хлеба не морозй: ни гороху, ни овса, ни жита!».
Тлумачення цього звичаю в білоруському Поліссі зробила І. Еремич: «Без куті не буває на Поліссі ні похоронів, ні поминань. От чому, ївши її і в інші дні, згадують померлих родичів і бажають їм царства небесного… Але оскільки в числі близьких до нас небіжчиків найчастіше бувають наші діди, то і кутя — особливо перед Різдвом Христовим — скрізь майже на Поліссі називається „дзедами“. Їх-то особливо поліщуки і запрошують на кутю, — вони кричать крізь вікно: „дзеды, дзеды! хадзице куцью есци…“ і сердечно переконані, що кутя, поставлена на печі або на підвіконні, з'їдена ними, а не кимось іншим. . . Окрім дідів, поліщуки ще запрошують на кутю і „мороз“. Вони роблять до нього таку ж відозву, як і до дідів». У Брестській області люди похилого віку говорили, що у них на календарні поминання померлих спеціальними формулами до столу не запрошували, а тільки — на кутю перед Різдвом, оскільки «вечере, говоряць, мертвецы приходяць… и на Шчэдрэц, и на Новый год…».

### Росія

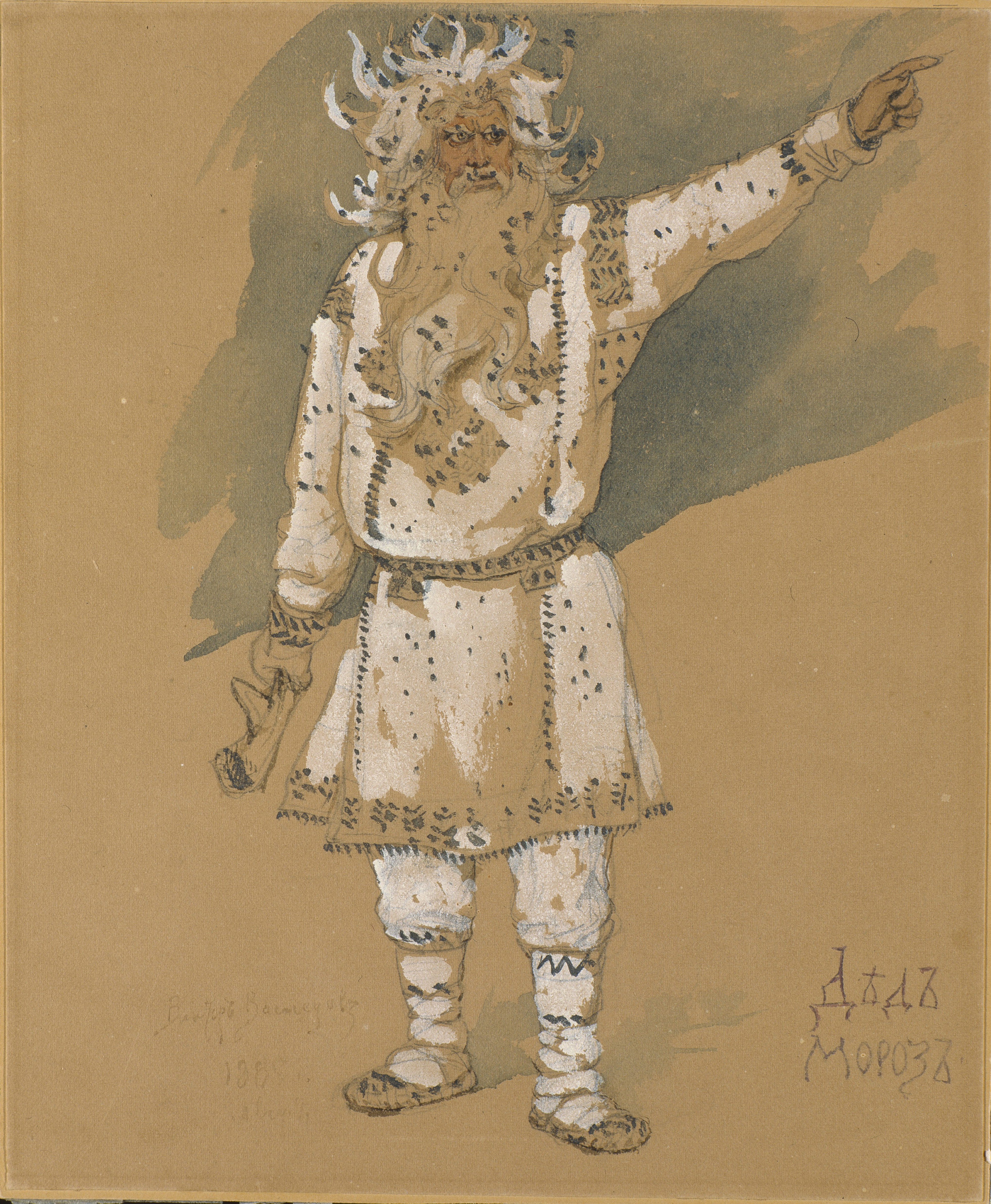
Мороз. Ескіз костюма Віктора Васнєцова до опери «Снігуронька», 1885 рік

У Володимирській губернії у святвечір перш ніж почати їсти кисіль за вечерею, господар викликав: «Коляда! коляда! Отворяй ворота! Мороз, мороз! Не бей наш овес, лен да конопий как хочешь колоти!». За свідченням В. Добровольського, в Рязанській губернії кличальники Овсеня при обході зображали з себе «Мороз», вони зверталися до господаря хати із словами: «Подай-ка чарочку, а не поднесёшь чарочку, я преподнесу тебе палочку: я — мороз и помолочу твой овёс!». Хазяїн при цьому примовляв: «Ой мороз, мороз, на тебе чарочку, ты не трожь мой овёс, гречиху да рожь, а лён, канапий — как хочешь молоти!».